# 香港龟属
香港龟属（学名：Hongkongochelys）为中国龟科的一个属。本属与中国龟属(Sinemys)和满洲龟属(Machuroches)的区别是：椎盾较横宽、第7, 8椎板较退化、上臀板缺失、具腹甲后窗等特征。

## 下属物种
本属包括以下物种：
- 叶氏香港龟 Hongkongochelys yehi Ye, 1999[2]